# Crocidium aegyptiacum
Crocidium aegyptiacum är en tvåvingeart som beskrevs av Mario Bezzi 1925. Crocidium aegyptiacum ingår i släktet Crocidium och familjen svävflugor. Inga underarter finns listade i Catalogue of Life.